# Creoleon gularis
Creoleon gularis is een insect uit de familie van de mierenleeuwen (Myrmeleontidae), die tot de orde netvleugeligen (Neuroptera) behoort. 
Creoleon gularis is voor het eerst wetenschappelijk beschreven door Navás in 1926.